# Domar
Domar è un sottodistretto (upazila) del Bangladesh situato nel distretto di Nilphamari, divisione di Rangpur. Si estende su una superficie di 250,84 km² e conta una popolazione di 175.507 abitanti (dato censimento 1991).